# Цензура в Турции

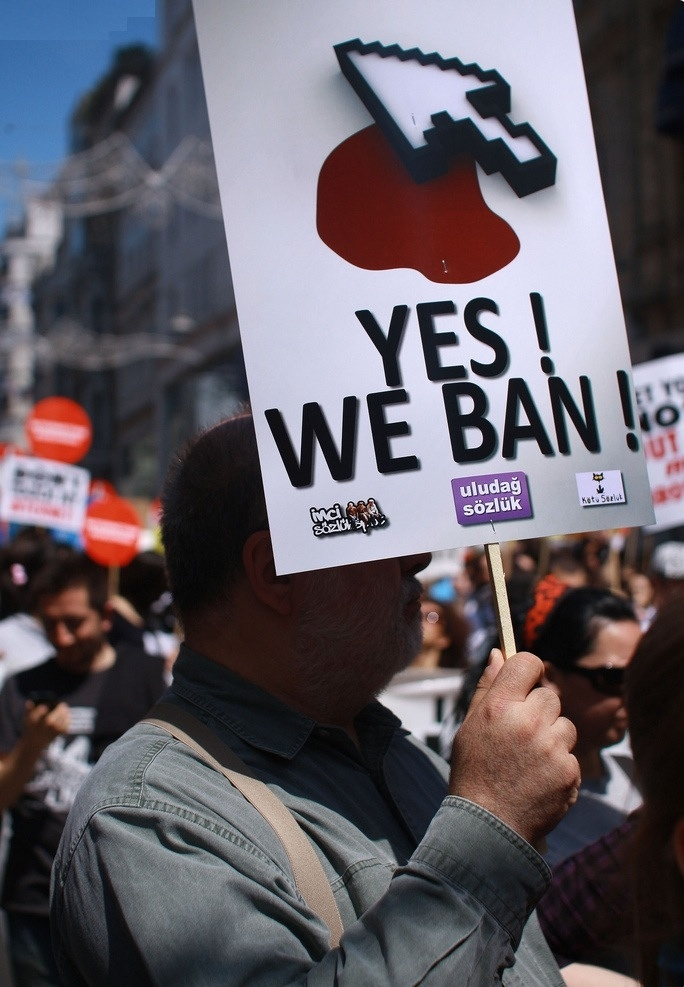
Протесты против интернет-цензуры в Турции, 2011 год

Цензура в Турции (тур. Türkiye'de sansür) регулируется внутренним и международным правом, причем последнее (по крайней мере, теоретически) имеет приоритет над национальным законодательством в соответствии со статьёй 90 Конституции Турции (с поправками, принятыми в 2004 году). 
Несмотря на законодательные положения, свобода СМИ в Турции неуклонно ухудшалась с 2010 года, причём после попытки государственного переворота в июле 2016 года она сократилась особенно резко. При президенте Реджепе Эрдогане были арестовано сотни журналистов, закрыты или захвачены десятки СМИ, отменены аккредитации для многих журналистов. По некоторым данным, на Турцию в настоящее время приходится треть всех журналистов, заключенных в тюрьму по всему миру. 
С 2013 года Freedom House оценивает Турцию как «несвободную» страну. Репортёры без границ поставили Турцию на 149-е место из более чем 180 стран, поместив её между Мексикой и ДР Конго, с результатом 44,16. В третьем квартале 2015 года независимое турецкое агентство печати Bianet зафиксировало усиление атак на оппозиционные СМИ при временном правительстве Партии справедливости и развития (ПСР). Окончательный отчёт Bianet по мониторингу за 2015 год подтвердил эту тенденцию и подчеркнул, что после того, как ПСР вернула себе большинство в парламенте после периода временного правления, правительство Турции ещё больше усилило своё давление на СМИ страны. 
В 2012 и 2013 годах Комитет защиты журналистов оценил Турцию как худшую страну по количеству сидящих в тюрьме журналистов (впереди Ирана и Китая ): 49 журналистов пребывали в заключении в 2012 году и 40 ― в 2013 году.   Отчет о прозрачности за 2014 год, представленный Twitter, показал, что во второй половине 2014 года Турция подала в Twitter пять раз больше запросов на удаление контента, чем любая другая страна, причём в 2015 году количество запросов увеличилось ещё на 150%. 
В течение своего 12-летнего правления ПСР постепенно расширяла свой контроль над СМИ. Сегодня многочисленные газеты, телеканалы и интернет-порталы, получившие название Yandaş Medya («партийные СМИ») или Havuz Medyası («пул медиа»), продолжают свою активную проправительственную пропаганду. Несколько медиа-групп получают льготный режим в обмен на дружественную ПСР редакционную политику. Некоторые из этих медийных организаций были приобретены дружественными ПСР предприятиями через сомнительные фонды и процедуры. С другой стороны, СМИ, не лояльные ПСР, находятся под угрозой запугивания, проверок и штрафов. Владельцы этих медиа-групп сталкиваются с аналогичными угрозами для других своих предприятий. Всё большее число обозревателей оказывается уволено за критику руководства ПСР.